# Alejandro Saccone
Alejandro Sebastián Saccone (25 de marzo de 1974; Rosario, Argentina) es un exfutbolista argentino que se desempeñaba como guardameta.

## Clubes
| Club              | País      | Año       |
| ----------------- | --------- | --------- |
| Renato Cesarini   | Argentina | 1992-1993 |
| River Plate       | Argentina | 1993-1997 |
| Atlético Tucumán  | Argentina | 1997      |
| River Plate       | Argentina | 1998-1999 |
| Chacarita Juniors | Argentina | 1999-2000 |
| River Plate       | Argentina | 2000-2002 |
| Carrarese Calcio  | Italia    | 2002-2003 |
| River Plate       | Argentina | 2003-2005 |

## Palmarés

### Campeonatos nacionales
| Título           | Club        | País      | Año    |
| ---------------- | ----------- | --------- | ------ |
| Primera División | River Plate | Argentina | C-1997 |
| Primera División | River Plate | Argentina | C-2000 |
| Primera División | River Plate | Argentina | C-2004 |

### Campeonatos internacionales
| Título                 | Club        | País      | Año  |
| ---------------------- | ----------- | --------- | ---- |
| Copa Libertadores      | River Plate | Argentina | 1996 |
| Supercopa Sudamericana | River Plate | Argentina | 1997 |